# Andréa Vidaurre
Andrea Vidaurre (nascida em 1993 ou 1994) é uma defensora da justiça ambiental e analista de políticas americana, reconhecida pelos seus esforços no combate à poluição atmosférica e problemas de saúde pública ligados à indústria de frete de Inland Empire, na Califórnia. Em 2024, Vidaurre recebeu o Prémio Ambiental Goldman para a América do Norte em reconhecimento pelo seu trabalho em prol da qualidade do ar e da defesa de políticas de emissão zero numa das regiões mais poluídas do país.

## Infância e educação
De ascendência peruana, Vidaurre nasceu e foi criada em Inland Empire, na Califórnia. Vidaurre formou-se na Universidade da Califórnia, Riverside, com bacharelado em estudos globais.

## Ativismo
Vidaurre foi cofundadora do People's Collective for Environmental Justice, uma organização dedicada a abordar os desafios de saúde ambiental enfrentados pelas comunidades de classe trabalhadora, predominantemente latinas, em Inland Empire, que inclui os condados de Riverside e de San Bernardino. A área tornou-se um dos maiores centros de armazenagem e logística dos Estados Unidos, resultando em altos níveis de poluição atmosférica que afetam desproporcionalmente a saúde dos residentes.
Como analista de políticas, Vidaurre desempenhou um papel fundamental na defesa da aprovação de duas regulamentações históricas pelo Conselho de Recursos do Ar da Califórnia (CARB) em 2023. Estas regulamentações incluem a Regra de Locomotivas em Uso, que representa a primeira regulamentação nacional de emissões para locomotivas ferroviárias, e a Regra de Frotas Limpas Avançadas da Califórnia, que visa atingir 100% de vendas de camiões de mercadorias com emissões zero até 2036. Espera-se que estas conquistas regulamentares melhorem substancialmente a qualidade do ar nas comunidades da Califórnia, estabelecendo um precedente para a redução de emissões no transporte de mercadorias.

## Reconhecimento
Em 2024, Vidaurre recebeu o Prémio Ambiental Goldman para a América do Norte, reconhecendo a sua liderança no ativismo popular e o seu impacto no cenário da política ambiental da Califórnia.